# Garbátyplatz
Der Garbátyplatz liegt im Berliner Bezirk Pankow, Ortsteil Pankow. Er ist der Vorplatz zum S-Bahnhof Pankow entlang der Florastraße, der zuvor namenlos war.

## Geschichte und Platzgestaltung
Um 1930 bis 1944 befand sich hier an der Ecke Florastraße / Berliner Straße 14 ein Depot der Berliner Straßenreinigungsbetriebe und in der Nachbarschaft (Hausnummern 11–13) mehrere Läden (Lebensmittel, Pelzgeschäft, Optiker, auch ein Beerdigungsinstitut), das Postamt mit einer Direktorenwohnung darin (Nummer 12) und eine Gaststätte (Nummer 13). Nach 1945 war durch Kriegszerstörungen bedingt eine freie Fläche entstanden. Für die seit den 1970er Jahren geplante Verlängerung der U-Bahn nach Nordend wurde diese Fläche nördlich der S-Bahntrasse am Bahnhof Berlin-Pankow freigehalten. Auch nach der Wende blieb das so.
Dem Platz, der mit einigen Bäumen bepflanzt war, jedoch überwiegend mit Gehwegplatten versehen ist, wurde am 16. September 2000 zu Ehren des jüdischen Zigarettenfabrikanten Josef Garbáty der Name Garbátyplatz verliehen. Die feierliche Namensvergabe war Bestandteil des Festakts zur Eröffnung des U-Bahnhofs Pankow. Das Bezirksamt ehrte damit das Wirken der Familie Garbáty für den damaligen Bezirk Pankow – sowohl als Arbeitgeber in der angrenzenden Berliner Straße als auch das umfassende soziale Engagement. Amtlich verbindlich wurde die Platzbenennung zum 23. Januar 2001.
Im Jahr 2008 hatte der Liegenschaftsfonds Berlin die Platzfläche an die Firma Merz aus Baden-Württemberg verkauft. Als Übergangslösung bis zur Fertigstellung eines geplanten Gebäudes als nördliche Platzbegrenzung wurde auf dem Platz in Abstimmung zwischen dem Bezirksamt Pankow und dem Museum Pankow ein zwölf Meter langer Überseecontainer aufgestellt und für die Exposition „Schaustelle Berliner Straße |Geschichte–Gegenwart–Zukunft“ genutzt. Diese Ausstellung begleitete die Bauarbeiten, unter anderem erhielten Besucher Einblick in die Chronologie der Berliner Straße, Informationen zum Sanierungsgebiet Florastraße und in die Planungen für weitere Neubauten. Der Container wurde im Winter 2011/2012 abgebaut.

## Randbebauung
Das an der Nordseite des Platzes durch die Firma Merz Objektbau zwischen April 2011 und September 2012 fertiggestellte dreiteilige Dienstleistungszentrum besitzt drei Etagen mit einer Nutzfläche von 5700 Quadratmetern. Der Mittelteil ist eine 30 Meter lange Gebäudebrücke über dem U-Bahneingang. Mieter des Hauses sind Ärzte, Einzelhandel, ein Edeka-Markt, eine Drogerie. Der Bauriegel verdeckt die zuvor sichtbare Giebelwand eines Wohnhauses der Berliner Straße. Der architektonische Entwurf stammt von Merz Architekten aus Aalen, die Baukosten werden mit rund 20 Millionen Euro angegeben.
Kaum war das Baugerüst um das Gebäude entfernt, mehrten sich Beschwerden von Anwohnern, Nutzern des Platzes und Anhängern der SPD, weil seine aus dunklen Natursteinplatten bestehende Fassade nicht in die Umgebung passe. Das Bezirksamt hatte entsprechend dem Bauentwurf eine Fassade in einem „wesentlich helleren Farbton mit verschiedenfarbigen Fassadenfeldern“ genehmigt, das Brückenbauteil sollte sogar weiß werden. Zunächst war daran gedacht, ein Bußgeld gegen die Investoren zu verhängen und eine Rückbauanordnung zu erlassen. Weil die nach dem Unternehmer Karl Schlecht benannte gemeinnützige Stiftung den Baukomplex im April 2013 erworben hatte, kam es dazu nicht. Die neuen Besitzer waren an einer einvernehmlichen Lösung interessiert, die nun gefunden scheint: reflektierender Metallschmuck soll die dunklen Platten verdecken und zu einem angepassten Aussehen beitragen. Die Bauarbeiten können beginnen, wenn das Bezirksamt die Neugestaltung der Fassade genehmigt habe. Bereits ab Juni 2013 lässt die Stiftung den Platz aufwerten. Das Denkmal für Garbáty kommt wieder an seinen Platz und zusätzliche Abstellplätze für die täglich rund 1000 Fahrräder sollen geschaffen werden.
Das am südlichen Platzrand 1916 eingeweihte Bahnhofsgebäude (Florastraße 52) ist denkmalgeschützt.